# Environmental Pollution
Das Environment International ist eine begutachtete wissenschaftliche Fachzeitschrift, die in der heutigen Form seit 1987 herausgegeben wird. Von 1980 bis 1986 existierten die zwei Vorgängerjournale Environmental Pollution Series A: Ecological and Biological und Environmental Pollution Series B: Chemical and Physical, die anschließend zu Environmental Pollution zusammengelegt wurden. Chefredakteure sind Sarah Harmon, Christian Sonne und Eddy Zeng.
Die Zeitschrift publiziert wissenschaftliche Arbeiten zu Schadstoffbelastung und Umweltverschmutzung. Neben Originären Forschungsarbeiten werden unter anderem auch Short Communications, Reviewstudien und Kommentare veröffentlicht, zudem erscheinen ab und an Sonderausgaben.
Der Impact Factor lag im Jahr 2016 bei 5,099, der fünfjährige Impact Factor bei 5,552. Damit lag die Zeitschrift beim zweijährigen Impact Factor auf Rang 20 von 229 Zeitschriften in der Kategorie Umweltwissenschaften.